# 주름상어
주름상어 (Chlamydoselachus anguineus) 또는 라브카(일본어: ラブカ 라부카[*])는 심해성 상어의 일종으로, 주름상어과에 속하는 유일한 어종이다. 원시적인 상어의 모습을 잘 보존하고 있어서 살아 있는 화석이라고도 불린다. 
몸 길이는 2m, 색은 어두운 갈색이며 등지느러미는 하나, 아가미 덮개는 6장이 있다. 덮개가 마치 프릴처럼 보여서 영어권에서는 Frilled shark라고 부른다. 입은 크고, 이빨은 앞이 날카롭다. 보통 상어는 코끝이 날카롭지만, 주름상어는 거의 항시 입을 벌리고 있기 때문에 얼굴 모양이 특이해졌다.
주름상어 중 두 종류는 대서양과 태평양 지역에 분포하며, 주로 상어가 생태계의 생물학적으로 생산적인 해저 근처인 바깥쪽 대륙붕과 상부 대륙 경사면에서 산다.          주름상어는 밤에 바다 표면에서 주식인 두족류, 작은 상어, 경골어류 등을 먹기위해     주야 수직 이동(동물성 플랑크톤, 크릴이나 작은 오징어, 물고기 따위에 이르는 조그만 해양동물들이 낮에는 포식자를 피해 다소 깊은 곳에 있다가 밤에는 식물성 플랑크톤이나 식물성 플랑크톤을 먹는 원생생물과 무척추동물을 먹기 위해 이동하는 현상)을 실천한다. 주름상어가 사냥을 할 땐, 300개의 바늘같이 구부러진 바늘같은 이빨들이 갖춰진 유연한 턱으로 먹이 전체를 잡고 삼키기 위해 뱀장어처럼 꼬리를 바위에 말고 몸을 구부리고 돌진한다. 주로 작은 물고기나 오징어, 심해 낙지 등을 먹이로 삼는다.
생식적으로, 주름상어의 두 종류인  남방아프리카주름상어 (Chlamydoselachus africana) 와 주름상어는 (C. anguineus) 어미상어의 태반이 없는 상태의 알에서 태어난 난태생이며, 난자 캡슐에서, 배아 상어는 어미 상어의 몸에서 발달한다. 태어날 때, 아기 상어는 어미 상어의 자궁에 있는 난자 캡슐에서 나온다. 뚜렷한 번식기는 없지만, 임신 기간은 3.5년까지 길어질 수 있으며, 1번 출산할 때마다 2~15마리의 새끼를 낳는다.주로 상업적인 혼획에서, 주름상어는 고기와 어분으로써 경제적인 가치가 있다. 
1880년대에 사가미만에서 발견된 적이 있다. 스루가만에서 이것이 많이 잡히는데, 대부분이 지나치게 특이한 얼굴로 인해 그대로 버려진다.

## 분류학과 계통발생학

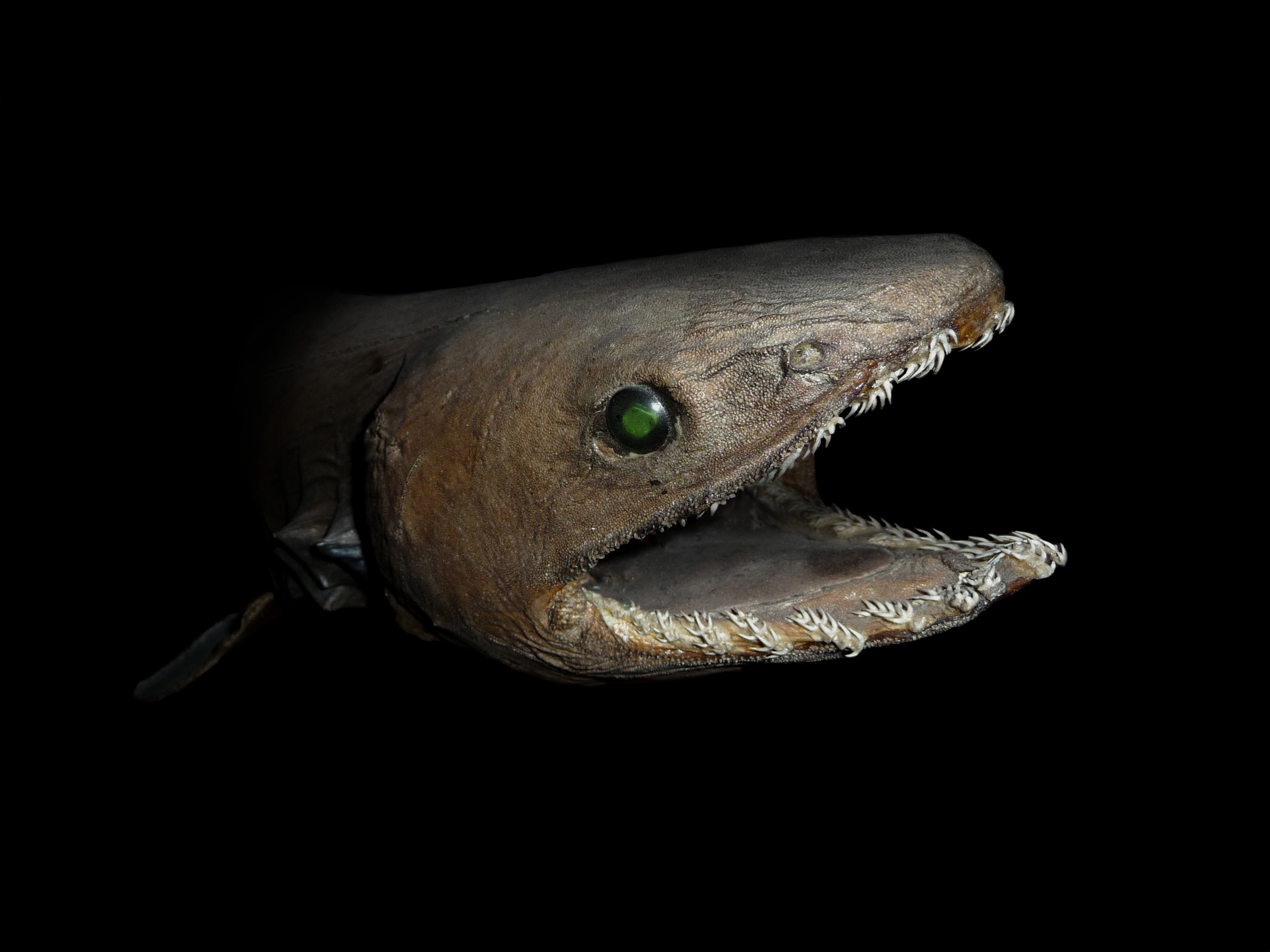
가까이서 본 머리부분

동물학자 Ludwig Döderlein은 처음으로 주름상어를 별개의 종 상어로써 식별, 설명, 분류를 했다. 일본에서 해양 연구를 3년 동안 한 후 (1879–1881), Döderlein은 두 마리의 견본 상어를 빈으로 가져갔지만, 연구의 분류학 원고를 잃어버렸다. 3년 후 Bulletin of the Essex Institute (vol. XVI, 1884) 에서 생물학자 사무엘 가먼 (Samuel Garman)은    일본 스루가만에서 발견된 1.5 미터 길이의 암컷 상어를 그의 관찰, 측정 및 설명이 기반으로 된 첫 주름상어 분류법을 게시했다. "An Extraordinary Shark" 라는 기사에서  가먼은 새로운 종류의 상어를 그것의 속과 과로 분류하여 Chlamydoselachus anguineus (뱀장어와 같은 주름달린 상어) 라고 명명했다. 주름상어의 그레코-라틴 명명법은 그리스어 chlamy (주름), selachus (상어)와 라틴어 anguineus (뱀장어와 같은)에서 파생되었다. 일반적인 이름 외에도, 주름상어는 "도마뱀 상어" 그리고 "비계 상어"                                                         로도 알려져 있다.  

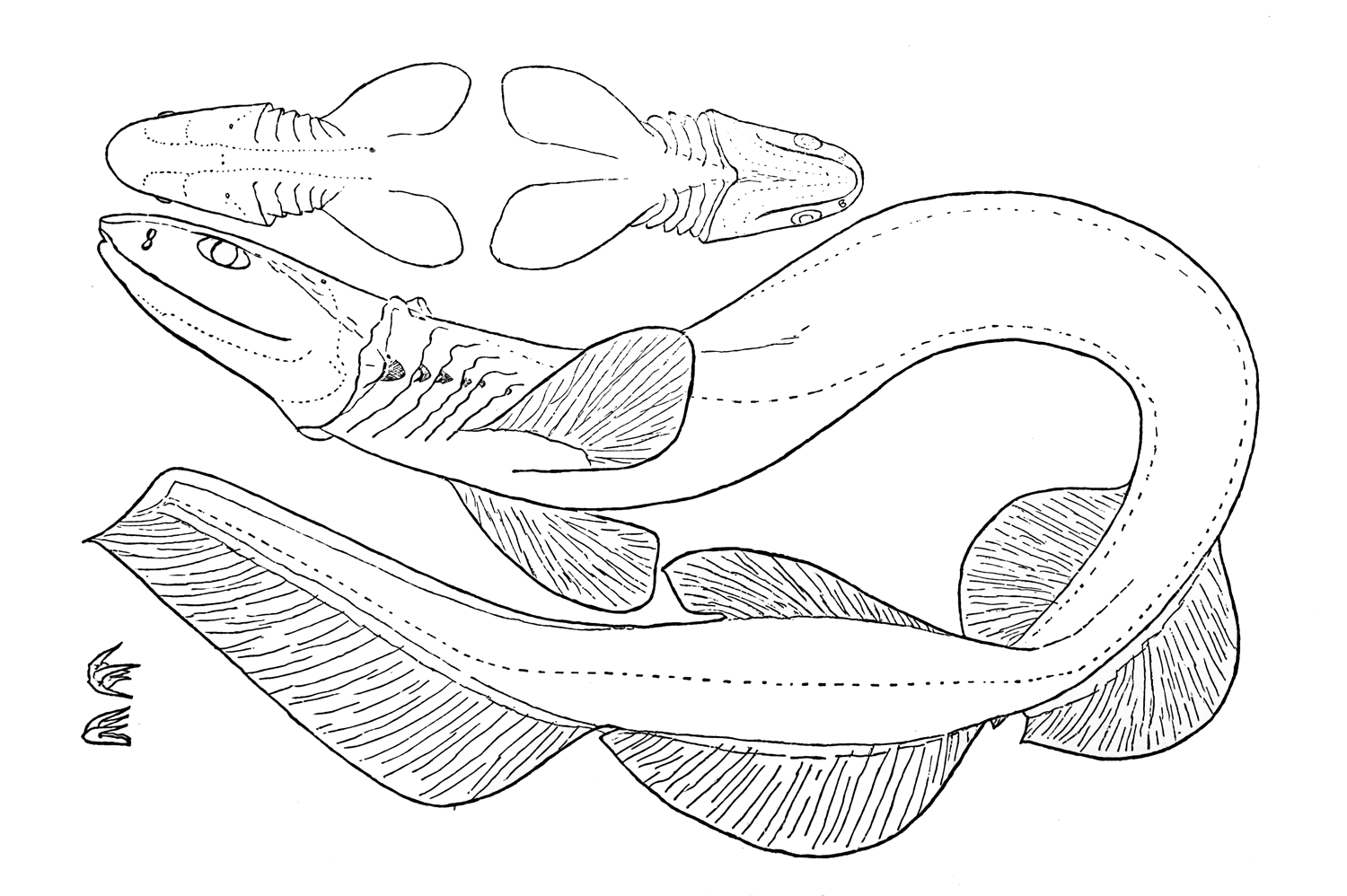
"An Extraordinary Shark"라는 기사에서 동물학자 Samuel Garman은 주름상어(Clamydoselachus anguineus)에 대해 묘사한 것. (Bulletin of the Essex Institute, vol. XVI, 1884)

주름상어는 '살아있는 화석'으로 여겨지는데, 그 이유는 그것의 가족 혈통 시기가 석탄기까지 거슬러 올라가기 때문이다. 처음에 해양 과학자들은 주름상어를 살아있는 멸종된 판새류 (가오리, 상어, 홍어, 톱가오리) 그룹의 진화적 대표라고 여겼었다. 왜냐하면 상어의 몸은 긴 턱에 삼지창 모양,  다중 교두 이빨;amphistyly (양주형), 눈 뒤에 한 지점에서 턱과 두개골의 직접적인 관절과 불분명한 척추뼈로 구성된 준연골 척삭 (원시 척추 기둥) 등 원시 해부학적 특성들을 가지고 있기 때문이다. 그 해부학으로부터 가먼은 주름상어가 고생대 (541-251 mya: million years ago)의 데본기 (419-359 mya)에 존재했던 Cladoselache 속의 cladodont (여러 교두 또는 뾰족한 이빨이 있는)상어와 관련있다고 제안했다. Theodore Gill과 고생물학자 에드워드 드링커 코프는 주름상어의 진화 나무가    중생대 (252-66 mya) 동안 지배적인 상어 종인 히보두스 (hybodonts) 와의 관계를 표시한다고 주장했고, 코프는 Chlamydoselachus anguineus 종을 데본기 후기부터 중생대의 트라이아스기 말기까지 존재했던 화석 속 Xenacanthus 유전자로 분류했다.  

신체, 근육 및 골격의 해부학적 특성은 계통 발생학적으로 Hexanchiformes에 따른 신락상어과와 관련있는 신생상어 (현대 상어 또는 가오리) 계통군으로 관련이 있다. 또한 2016년에 연구자들에 의해 실시된 유전자 분석은 이 종이 Hexanchiformes의 일부임을 암시하기도 했다.                  그럼에도 불구하고, 계통분류학 생물학자인 Shigeru Shirai는 C. anguinesis 그리고 C. africana species 종의 주름상어들만 주름상어목 (Chlamydoselachiformes) 으로 독점적으로 제안했다. 해양 동물로서 주름상어는 백악기 후기 (c. 95 mya) 와 쥐라기 후기 (150 mya)의 원시바다에서 처음으로 등장한 이래로 상대적으로 변하지 않은 해부학적 구조와 체격으로 인해 살아있는 화석이다. 진화론적인 용어로, 주름상어는 지구의 박물학에서 최근에 발생한 종이다; 가장 초기의 화석화된 이빨의 발견은 주름상어 (Chlamydoselachus anguineus) 상어 종의 자료는 초기 플라이스토세 (2.58–0.0117 mya) 시대 때이다. 2009년 때, 해양 생물학자들은 앙골라 남부와 나미비아 남부의 대서양 해역에 서식하는 Chlamydoselachus africana (남방아프리카주름상어)를 1884년에 식별된 Chlamydoselachus anguineus 종과는 다른 주름상어 종이라고 식별, 설명 및 분류했다. 

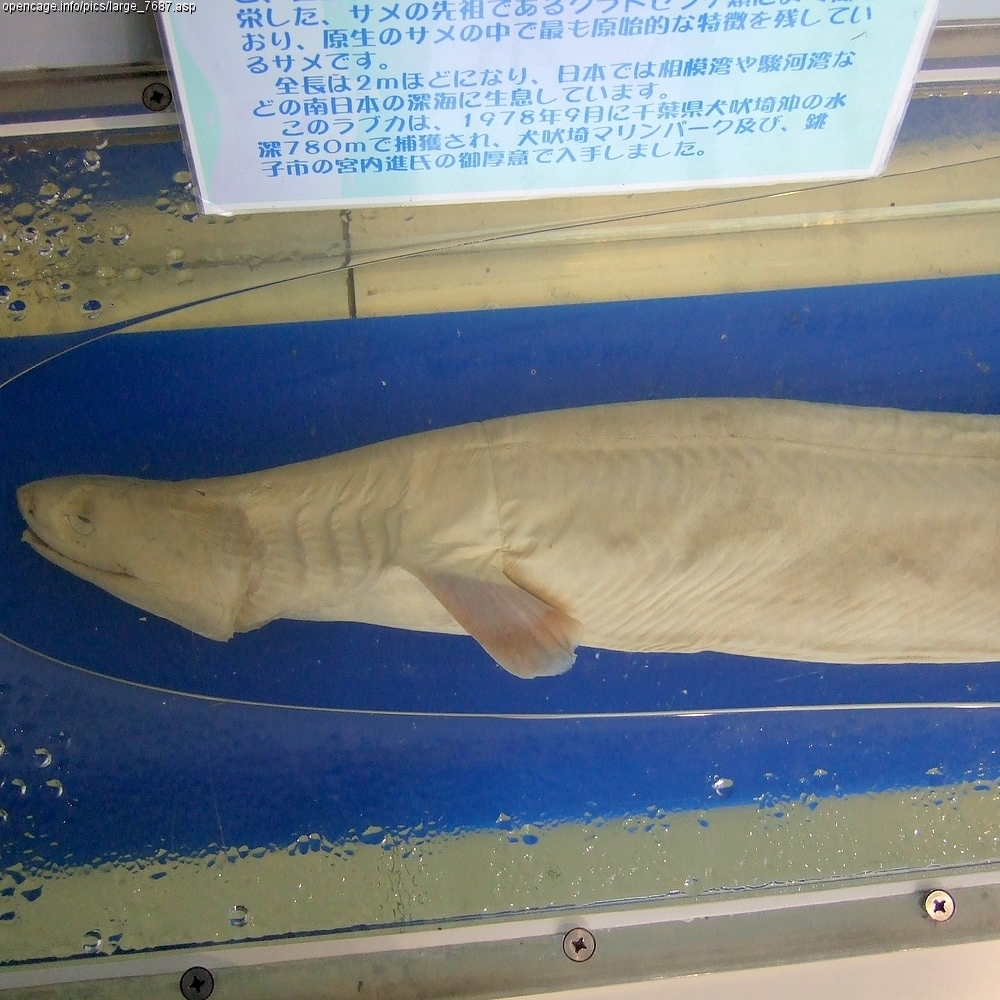
주름상어의 표본